# 冒険王 (南佳孝のアルバム)
『冒険王』（ぼうけんおう）は、南佳孝の9作目のオリジナル・アルバム。1984年6月21日にCBS・ソニーから発売された。規格品番は、LP：28AH 1743、CT：28KH 1515、CD：38DH 119。

## 概要
帯コピー：心の少年少女に贈る大冒険浪漫絵巻
松本隆と南の共同プロデュース作品。全ての作曲を南自身が、作詞を松本が担当している。これまでのイメージを一新して、少年の夢や冒険等をテーマとし、近未来的なファンタジーを描いたコンセプトアルバムに仕上げられている。
アートワークは画家・イラストレーターの小松崎茂が担当している。
シングル「スタンダード・ナンバー」を収録している。A-3「素敵なパメラ」は同年9月にシングルカットされた。

### 再発売
CDは1994年11月2日に再発売され、ほかBlu-spec CD仕様が2014年10月8日にタワーレコード限定で、2024年8月7日にはGT Musicの″ALDELIGHT CITY POP COLLECTION″シリーズ第3回の1枚として再発売された。

## 収録曲

### LP / CT
| 全作詞: 松本隆（A-4のみMartha Lavenderとの共作詞）、全作曲: 南佳孝。 |                      |                                             |            |          |      |
| #                                                                    | タイトル             | 作詞                                        | 作曲・編曲 | 編曲     | 時間 |
| 1.                                                                   | 「オズの自転車乗り」 | 松本隆 （A-4のみMartha Lavenderとの共作詞） | 南佳孝     | 清水信之 | 3:31 |
| 2.                                                                   | 「80時間風船旅行」   | 松本隆 （A-4のみMartha Lavenderとの共作詞） | 南佳孝     | 清水信之 | 3:54 |
| 3.                                                                   | 「素敵なパメラ」     | 松本隆 （A-4のみMartha Lavenderとの共作詞） | 南佳孝     | 清水信之 | 3:36 |
| 4.                                                                   | 「COME BACK」        | 松本隆 （A-4のみMartha Lavenderとの共作詞） | 南佳孝     | 清水信之 | 1:22 |
| 5.                                                                   | 「PEACE」            | 松本隆 （A-4のみMartha Lavenderとの共作詞） | 南佳孝     | 川島裕二 | 4:20 |
| 6.                                                                   | 「浮かぶ飛行島」     | 松本隆 （A-4のみMartha Lavenderとの共作詞） | 南佳孝     | 清水信之 | 3:53 |

| 全作詞: 松本隆、全作曲: 南佳孝。 |                            |        |            |          |      |
| #                                | タイトル                   | 作詞   | 作曲・編曲 | 編曲     | 時間 |
| 1.                               | 「火星の月」               | 松本隆 | 南佳孝     | 清水信之 | 1:44 |
| 2.                               | 「宇宙遊泳」               | 松本隆 | 南佳孝     | 川島裕二 | 5:35 |
| 3.                               | 「真紅の魔都」             | 松本隆 | 南佳孝     | 川島裕二 | 3:21 |
| 4.                               | 「スタンダード・ナンバー」 | 松本隆 | 南佳孝     | 大村雅朗 | 3:36 |
| 5.                               | 「黄金時代」               | 松本隆 | 南佳孝     | 川島裕二 | 3:44 |
| 6.                               | 「冒険王」                 | 松本隆 | 南佳孝     | 井上鑑   | 5:35 |

### CD
| 全作詞: 松本隆（M-4のみMartha Lavenderとの共作詞）、全作曲: 南佳孝。 |                            |                                            |            |          |      |
| #                                                                    | タイトル                   | 作詞                                       | 作曲・編曲 | 編曲     | 時間 |
| 1.                                                                   | 「オズの自転車乗り」       | 松本隆（M-4のみMartha Lavenderとの共作詞） | 南佳孝     | 清水信之 | 3:31 |
| 2.                                                                   | 「80時間風船旅行」         | 松本隆（M-4のみMartha Lavenderとの共作詞） | 南佳孝     | 清水信之 | 3:54 |
| 3.                                                                   | 「素敵なパメラ」           | 松本隆（M-4のみMartha Lavenderとの共作詞） | 南佳孝     | 清水信之 | 3:36 |
| 4.                                                                   | 「COME BACK」              | 松本隆（M-4のみMartha Lavenderとの共作詞） | 南佳孝     | 清水信之 | 1:22 |
| 5.                                                                   | 「PEACE」                  | 松本隆（M-4のみMartha Lavenderとの共作詞） | 南佳孝     | 川島裕二 | 4:20 |
| 6.                                                                   | 「浮かぶ飛行島」           | 松本隆（M-4のみMartha Lavenderとの共作詞） | 南佳孝     | 清水信之 | 3:53 |
| 7.                                                                   | 「火星の月」               | 松本隆（M-4のみMartha Lavenderとの共作詞） | 南佳孝     | 清水信之 | 1:44 |
| 8.                                                                   | 「宇宙遊泳」               | 松本隆（M-4のみMartha Lavenderとの共作詞） | 南佳孝     | 川島裕二 | 5:35 |
| 9.                                                                   | 「真紅の魔都」             | 松本隆（M-4のみMartha Lavenderとの共作詞） | 南佳孝     | 川島裕二 | 3:21 |
| 10.                                                                  | 「スタンダード・ナンバー」 | 松本隆（M-4のみMartha Lavenderとの共作詞） | 南佳孝     | 大村雅朗 | 3:36 |
| 11.                                                                  | 「黄金時代」               | 松本隆（M-4のみMartha Lavenderとの共作詞） | 南佳孝     | 川島裕二 | 3:44 |
| 12.                                                                  | 「冒険王」                 | 松本隆（M-4のみMartha Lavenderとの共作詞） | 南佳孝     | 井上鑑   | 5:35 |
| 合計時間:                                                            | 合計時間:                  | 合計時間:                                  | 40:51      |          |      |

## シングル

### 概要
アルバム『冒険王』からのシングルカット。

### 収録曲
| 全作詞: 松本隆、全作曲: 南佳孝。 |                  |           |            |          |      |
| #                                | タイトル         | 作詞      | 作曲・編曲 | 編曲     | 時間 |
| A.                               | 「素敵なパメラ」 | 松本隆    | 南佳孝     | 清水信之 | 3:36 |
| B.                               | 「PEACE」        | 松本隆    | 南佳孝     | 川島裕二 | 4:20 |
| 合計時間:                        | 合計時間:        | 合計時間: | 7:56       |          |      |